# Senna unijuga
Senna unijuga är en ärtväxtart som först beskrevs av Joseph Nelson Rose, och fick sitt nu gällande namn av Howard Samuel Irwin och Rupert Charles Barneby. Senna unijuga ingår i släktet sennor, och familjen ärtväxter. Inga underarter finns listade i Catalogue of Life.